# ハイランド地方

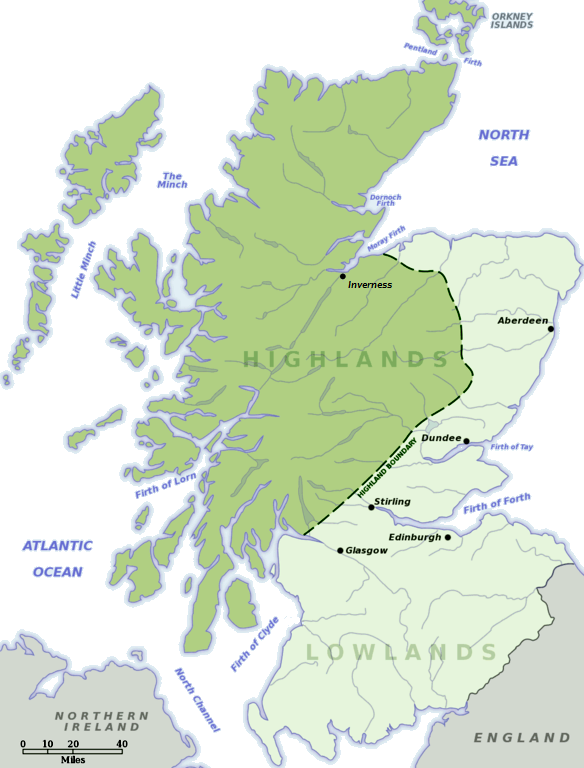
ハイランドとローランド

ハイランド地方（ハイランドちほう、英語：Highlands, スコットランド・ゲール語：A' Ghàidhealtachd, スコットランド語：Hielans）は、ハイランド境界断層北側および西側の荒れた山がちな地域を含むスコットランドの一部であるが、正確な境界は、特に東側で厳密には定まっていない。グレート・グレン峡谷をはさんで、グランピアン山脈と北西ハイランドに分かれ、うち北西ハイランドはユネスコ世界ジオパークに指定されている。スコットランド高地地方、あるいは単にハイランド、スコットランド高地、高地地方などとも訳す。
一般に人口はまばらであり、山脈が多く、そのなかにはブリテン諸島最高峰であるベン・ネヴィス山がある。ハイランドは、19世紀以前には現在よりもずっと多くの人口を擁していたが、スコットランドでのジャコバイトの台頭に続くハイランドの伝統的な方式の非合法化などの要因が複合した、悪名高き土地清掃（ハイランド清掃）と、産業革命期の都市部への大量移入の結果、現在ではヨーロッパで最も人口密度の低い地域の一つとなっている。ハイランド地方および北部諸島の平均人口密度はスウェーデン、ノルウェー、パプアニューギニア、アルゼンチンよりも低い。1975年以来の島嶼部を含む行政区画「ハイランド＆アイランズ」では、面積はスコットランド全体の32.7%、人口は約4%に過ぎない。
ハイランド地方の大部分を担当する行政体はハイランド・カウンシルであり、インバネスコートの語源となったことで知られるインヴァネスに行政の中心がおかれている。ハイランド地方の行政区分はこの他にアバディーンシャー、アンガス、アーガイル・アンド・ビュート、マレー、パース・アンド・キンロス、スターリングがある。アラン島は行政的にはノース・エアシャーに属するが、アラン島北部は一般的にはハイランドの一部とみなされている。

## 文化
ハイランド地方の文化は、早くからイングランドの影響が大きく、産業化も進んだローランド地方とは大きく異なっている。全体が山地地帯であった上にローランド地方とは断層線のために自然的条件・地理的条件から交流にも障害が多かった。ハイランド地方のほとんどはゲール圏（ケーアルタハク）に属し、ここ百年間はスコットランド・ゲール語が用いられていた。ケーアルタハク（Gàidhealtachd）とゲールは区別なく用いられる語であるが、それぞれの言語では異なる意味を有している。ハイランド英語も用いられている。
ハイランド地方とアイルランドには文化的共通項がある。ゲール語、スポーツ（シンティやハーリング）、ケルト音楽などはその例である。

## 宗教
ローランド地方で始まったスコットランドでの宗教改革は、ゲール語圏であるハイランド地方では当初は部分的に成功しただけであった。カトリック教会は、文化的にも民族的にも関係の深いアイルランド系のフランシスコ会伝道師がミサのために定期的にハイランド地方を訪れていたこともあって、ハイランド地方の大部分で勢力を保っていた。ハイランド地方は、しばしば大ブリテン島カトリックの最後の砦といわれ、モイダート、モラール、サウス・ウイスト島、バラ島などに主要拠点があった。ハイランダーの強いカトリシズムはプロテスタントであるイングランド人に対する歴史的な反感へとつながった。これは、ローランド地方のスコットランド人のほとんどがプロテスタントに改宗し、イングランドと連合してグレートブリテン王国を形成するのに積極的だったのとは対照的である。一方、アウター・ヘブリディーズ諸島の一部 (ルイス島やハリス島など) では、スコットランド自由教会やスコットランド長老教会に多数の住民が属していた。

## 歴史地理
伝統的なスコットランドの地理では、ハイランド地方はダンバートンとストーンヘイヴンを結ぶ直線的なハイランド境界断層のスコットランド北西側を意味している。しかし、ネアンシャー、マレー、バンフシャー、アバディーンシャーの平坦な沿海部は、ハイランド地域に特有な地理的ならびに文化的特徴がないとしてしばしば除外される。ヘブリディーズ諸島は通常ハイランド地方に含まれるが、ケイスネスの北東部もオークニー諸島、シェトランド諸島同様に、しばしばハイランドから除外される。ハイランド地方の定義はローランド地方とは言語と伝統において異なり、アングロ化後も数世紀に渡ってゲール語とその文化が保存されている点にある。このことは14世紀終わりごろにはハイランダーとローランダーの文化的隔絶として認識されるようになった。ディー川沿いにあるディネットの集落には、A93道路の脇に'You are now in the Highlands'（ハイランド地方入口）という石碑がある。但しこの東側にもハイランド地方の要素を有する地域がある。
スコッチ・ウイスキー産業はハイランド地方をずっと広く定義している。ハイランド・シングル・モルトはダンディーとグリーノックを結ぶ仮想的な境界の北側で生産されると定義されており、従ってアバディーンシャーとアンガス全域が含まれている。
インヴァネスは伝統的にハイランド地方の中心地と見なされているが、アバディーンシャー、アンガス、パースシャー、スターリングシャーのハイランド地域ではその度合いは低く、むしろアバディーンやダンディーをはじめ、旧スコットランド王国の首都が置かれたこともあるパースやスターリングといった都市を商業中心地として捉えている。ハイランド地方を広義に捉えればアバディーンこそハイランド地方最大の都市とも考えられるが、狭義のハイランド地方に典型的な、近年のゲール文化を欠いている。

### 行政単位
ハイランド・カウンシル（Highland Council）はスコットランドの行政区分として創設され、1996年以降はユニタリー・カウンシルである。この行政区画にはハイランド地方の南部および東部の広い地域ならびにアウター・ヘブリディーズ諸島が含まれない一方、ケイスネスが含まれる。行政区分の名称として、Highlands and Islands Fire and Rescue Service（ハイランド及び諸島消防救命隊）に見られる様に、Hilandsが用いられることもある。Northern Constabulary（北部警察）の様に、Northernという語が消防救急管区の名称として用いられる場合もある。この場合、ハイランドカウンシルの他にオークニー諸島、シェトランド諸島、アウター・ヘブリディーズ諸島が含まれる。

### ハイランド地方および北部諸島
ハイランド地方はハイランド地方および北部諸島と大幅に重なりあっている。スコットランド議会の選挙区は「ハイランド地方および北部諸島」と呼ばれ、これにはハイランドカウンシル地区の他にオークニー諸島、シェトランド諸島、アウター・ヘブリディーズ諸島ならびにアーガイルアンドビュートとマレーの大部分が含まれる。「ハイランド地方および北部諸島」という呼称の意味するところは前述の様に文脈により様々である。